# Lecithocera loxophthalma
Lecithocera loxophthalma is een vlinder uit de familie van de Lecithoceridae. De wetenschappelijke naam van de soort is voor het eerst geldig gepubliceerd in 1934 door Meyrick.